# 얀 트로엘
얀 트로엘(Jan Troell, 1931년 7월 23일 ~ )은 스웨덴의 영화 감독이다. 제18회 베를린 영화제에서 영화 《누가 그의 죽음을 보았는가》를 통해 황금곰상을 수상했으며, 제42회 영화제에서는 영화 《일 카피타노》를 통해 은곰상 감독상을 수상했다.

## 작품 목록
- 4x4 (1965)
- 히얼스 유어 라이프 (1966)
- 누가 그의 죽음을 보았는가 (1968)
- 우트반드라나 (1971)
- 뉴 랜드 (1972)
- 잔디의 신부 (1974)
- 뱅! (1977)
- 허리케인 (1979)
- 독수리호의 모험 (1982)
- 일 카피타노 (1991)
- 함순 (1996)
- 하얀 비행 (2001)
- 영원한 순간 (2008)
- 마지막 문장 (2012)